# Карпов, Николай Дмитриевич (тренер)
Николай Дмитриевич Карпов (24 января 1932 года, Кармалейка — 9 июля 2008 года, Ульяновск) — советский и российский тренер по лёгкой атлетике. Мастер спорта СССР (1966). Заслуженный тренер РСФСР (1987). Почётный гражданин города Ульяновска (2009, посмертно).

## Биография

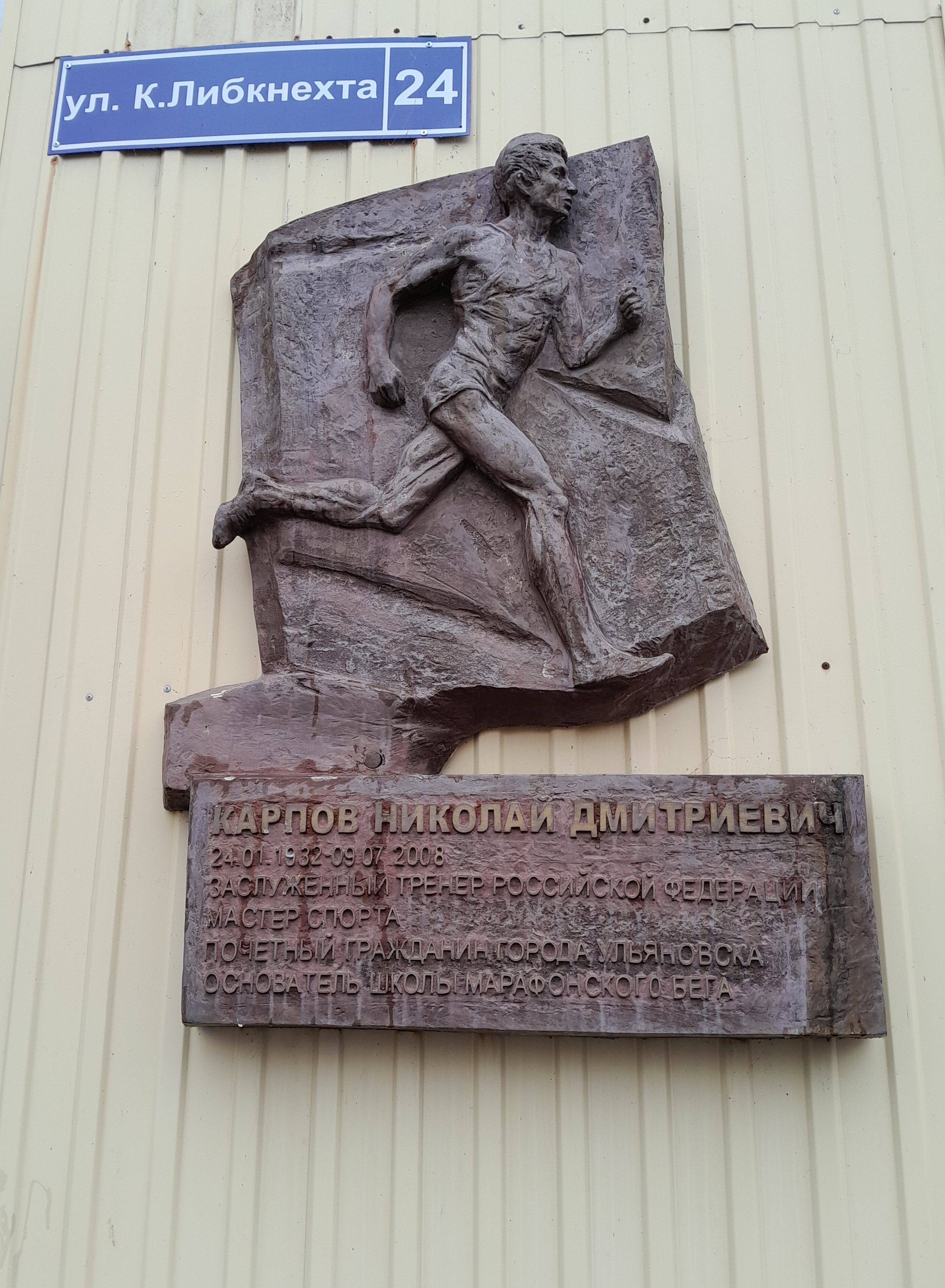
Мемориальная доска Н. Д. Карпову.

Николай Дмитриевич Карпов родился 24 января 1932 года в селе Кармалейка Барышского района Ульяновской области. После окончания семи классов средней школы в 1946 году стал разнорабочим в колхозе. В 1951—1954 годах проходил службу в рядах Советской Армии в ГДР в разведывательном батальоне. После армии окончил 10 классов школы и поступил в Ульяновский государственный педагогический институт имени И. Н. Ульянова на специальности «физика, основы производства» и «физическое воспитание».                                                                                                                                                                                                                       
Начал заниматься бегом в 1950 году. Наивысшим его достижением является четвёртое место на чемпионате СССР 1968 года.                                                                                                                                                                                                                       
После окончания института Николай Дмитриевич работал преподавателем физики в школе, профессиональном училище, Ульяновском электромеханическом техникуме и Ульяновской государственной сельскохозяйственной академии, в течение 2 лет являлся заместителем председателя областного спорткомитета.
В 1977 году начал работать тренером-преподавателем по лёгкой атлетике. В 1979 году он стал старшим тренером по лёгкой атлетике Ульяновского ДСО «Урожай». С 1987 года работал в Центре спортивной подготовки при спорткомитете администрации Ульяновской области.
Умер 9 июля 2008 года в Ульяновске.
За свою тренерскую карьеру Николай Дмитриевич подготовил 41 мастера спорта СССР и 7 мастеров спорта международного класса, среди которых:
- Наталья Шагиева (Бардина) — чемпионка Универсиады 1987 года[3],
- Рустам Шагиев — победитель Спартакиады народов СССР 1986 года, серебряный призёр Универсиады 1989 года,
- Игорь Ефимов — победитель Кубка СССР,
- Николай Тимряков — победитель молодежного первенства СССР[4],
- Николай Керимов — победитель и рекордсмен марафона «Белые ночи» 2003 года[5].

## Награды и звания
- Знак ЦК ВЛКСМ «За освоение новых земель 1957-58».
- Звание «Ветеран спорта РСФСР».
- Звание «Почётный член ДСО „Урожай“» (1985).
- Почётное звание «Заслуженный тренер РСФСР» (1987).
- Медаль «Ветеран труда».
- Звание «Почётный гражданин города Ульяновска» (2009, посмертно)[6][7][8].

## Память
- 18 июля 2012 года на стене здания ульяновской областной специализированной детско-юношеской спортивной школы олимпийского резерва по лёгкой атлетике (ул. К. Либкнехта, д. 24) установили мемориальную доску в память о Николае Дмитриевиче[9][10].
- С 2016 года в Ульяновске проводится мемориал его памяти[3].